# Doom RPG
Doom RPG - гра для мобільних телефонів, розроблена Fountainhead Entertainment і видана JAMDAT Mobile. Вона поєднує в собі франшизу шутерів від першої особи Doom з елементами рольової відеоігри. Сюжетна лінія включає в себе багато схожих подій Doom 3, але задіяні інші персонажі, ніж у третій грі.
На сайті Doom RPG зазначено, що головний герой Doom RPG - це той самий персонаж з Doom, Doom II і Doom 3.

## Гемплей
У грі збережено багато елементів Doom, і вона показана від першої особи, як і оригінал. Вона також візуально схожа на оригінальний Doom. Однак гра принципово відрізняється тим, що це покрокова рольова гра, а не шутер, з більшим акцентом на сюжеті. Бій і пересування є покроковими, що дає гравцеві час на вибір реакції в бою. Гравець повертається під кутом 90 градусів і пересувається простір за простором. Для проходження гри, як і в Doom 3, дуже важливо розмовляти з науковцями та отримувати доступ до комп'ютерних терміналів, щоб отримати життєво важливу інформацію.
Збережено багато особливостей оригіналу, включаючи обличчя в рядку стану, звукові ефекти і більшість зброї та монстрів. Помітно відсутні Бензопила, Арахнотрони та Павук Майстермайнд. Відмінність від оригіналу полягає в тому, що кожен монстр має один з трьох рівнів складності і має відповідний колір.
Гра також додає кілька нових елементів. Нова зброя включає пожежну сокиру та вогнегасник, які стануть у нагоді в боротьбі з певними ворогами. Собаки з Wolfenstein 3D з'являються як нові вороги, відомі як пекельні пси. Пристрій контролю свідомості, схожий на собачий нашийник, дозволяє утримувати пекельних псів як домашніх улюбленців, які потім можуть виступати як зброєю ближнього бою, так і щитом.

## Сюжет
Події відбуваються на об'єкті аерокосмічної корпорації "Марсіанський союз", схожому на об'єкт Doom 3. NPC у грі звертаються до гравця як до морпіха.
Гра поділена на секції на основі секторів у базі. Сектори - це Вхід, Перехрестя, Сектори з 1 по 7 та Реактор. Перехрестя - це місце дії або головне місто гри.
Жерар не був у добрих стосунках з Дженсеном. За три тижні до початку гри Герард попросив Граффа провести аудит безпеки Дженсена. Дженсен не пройшов аудит безпеки і був звільнений за це порушення. Дженсен підозрював, що до його звільнення причетний Жерар. У цей же час в інсталяцію почали вторгатися демони, які з'являлися нізвідки. Приблизно в цей час починається гра.
На початку гри морський піхотинець зустрічає доктора Дженсена, коли той отримує доступ до комп'ютерного терміналу, що розслідує його звільнення. Під час дослідження перших кількох секторів установки морпіх отримує допомогу від доктора Ґерарда в отриманні доступу до різних закритих зон. У біологічному дослідницькому центрі морпіх зустрічає доктора Надіру, яка поміщає його зброю на карантин, посилаючись на заходи безпеки. Потім доктор Надіра наказує своїм підконтрольним псам напасти на морпіха, а сам зникає. Зрештою, морпіх знову зустрічає Дженсена. Цього разу його ув'язнюють у тюремній камері. Звільнивши Дженсена, він повідомляє морпіху, що Ґерард і Надіра втягнуті у злий план, і направляє морпіха до наступної секції інсталяції.
Наступного разу, коли Морпіх зустрічається з Ґерардом і Надірою, він дізнається, що Ґерард стояв за вторгненням і намагався відкрити портал до Пекла в Секторі Реактора. Ґерард негайно наказує демонам напасти на Морпіха і Надіру. Надіра помирає, а Жерар тікає. Морпіх проходить решту два сектори, здобуває BFG 9000 і ключ до сектора Реактора. На той час велике вторгнення спустошує Перехрестя. За допомогою Кельвіна і Дженсена Морпіх отримує доступ до сектору Реакторів. Кельвін і Дженсен обидва гинуть у цьому процесі.
У секторі "Реактор" Жерар виявляє себе як Кронос і трансформується в демонічну форму. До цього часу йому вдається відкрити портал до Пекла. Перемігши Кроноса, морпіх закриває портал, знищуючи реактори, що його живлять. Кібердемон прослизає перед закриттям порталу. Гра закінчується поразкою кібердемона. Кібердемон, ймовірно, є творінням Кроноса, на яке посилаються інші NPC.

## Розвиток
Пізніше рушій гри був використаний для іншої гри Fountainhead Entertainment, Orcs & Elves, Orcs & Elves II, а також для Wolfenstein RPG та Doom II RPG.

## Платформи на яких вийшла гра
- Java
- Low-end BREW
- High-end BREW

Symbian OS ніколи не отримувала спеціального порту гри.
Для ПК була випущена фан-версія.

## Оцінка
Гра отримала кілька нагород, серед яких "Мобільна гра 2005 року", "Пригодницька/RPG 2005 року", "Приз редактора", "Гра року", "Приз редактора" та "Найкраща бездротова пригодницька гра". GameSpot поставив Doom RPG оцінку 8,6 балів з 10 можливих у своєму огляді гри.

## Зовнішні Посилання
- Doom RPG на id Software
- Doom RPG на MobyGames (англ.)